# اداره دارایی ایالت واشینگتن
اداره دارایی ایالت واشینگتن (به انگلیسی: Washington State Department of Revenue) یکی از آژانس‌های ایالت واشینگتن است که مسئول جمع‌آوری مالیات در ایالت واشینگتن است. این ارگان دولتی در ۱۹۶۷ پس منحل شدن کمیسیار مالیات ایالت واشینکتن (به انگلیسی: Tax Commission of the State of Washington) ره‌اندازی شد.